# 亘利城 (尾張国)
亘利城（わたりじょう）は、岐阜県各務原市川島渡町にあった戦国時代の日本の城。城というより、広大な城屋敷だったと推測される。

## 歴史・概況
戦国時代の1533年、美濃国の戦国大名、土岐頼芸の家臣である、松原源吾とその弟である松原内匠によって、尾張国葉栗郡松原島村に築かれる。松原氏は、葉栗郡松原島村（現各務原市）、野中村（現岐南町）を治める、有力な土豪であった。
松原氏は蜂須賀正勝ら他の木曽川流域の土豪と同様、土岐氏、斎藤氏、織田氏等に仕えている。松原氏は陰で活躍することが多く、松原源吾は斎藤道三の密命を受け、1544年に織田信秀が無動寺城を攻めた混乱を利用して、城主の土岐八郎頼香を攻め、自害に追い込んでいる。また、松原内匠は、1566年、墨俣城築城の際、松倉城に入り、大工棟梁として指揮をとっている。
1585年、洪水により木曽川の流れは一変し、新たな川筋が尾張国と美濃国の境となる。このため、亘利城は、尾張国葉栗郡松原島村から、美濃国羽栗郡松原島村に変更される。
松原島村は木曽川の中洲となったため、水害がひどくなり、亘利城は1586年廃城される。
松原氏一族は、野中村、若宮寺村、平島村（現岐南町）、及び米野村、無動寺村、円城寺村（現笠松町）に移住した。現在もこの地域には松原姓が多く見かけられる。
亘利城の跡地には川瀬氏と野田氏が移住し、現在に至る。今も城屋敷、茶屋敷といった地名（字名）が残っている。また、この地域の地名が渡（わたり）というのは、亘利（わたり）から変化したと考えられている。